# ウズベキスタンGTL
ウズベキスタンGTL (英語: Uzbekistan GTL) はウズベキスタン南部を基点とするGTL (天然ガスを液体燃料へ変換する技術)プロジェクトである。

## 歴史
ウズベキスタンにおけるGTLプラントの建設に関して、2008年3月にアブダビの国際石油投資会社とウズベクネフテガスの間で会合が行われた。しかし、2009年4月にウズベクネフテガスはサソール及びペトロナスとのGTLプロジェクトに関する合意書にサインした。2009年7月15日、サソール、ペトロナス、ウズベクネフテガスの三者はGTLプロジェクト発展のため合同会社を設立することで合意した。詳細な設立手順などの調整はTechnipにより行われた。Technipは合同会社の将来計画に関するデザインも行った。

## 技術面
プラントにはサソールのスラリー相留出過程が組み込まれている。プラントの年間生産量は130万トンで、軽油、ケロシン、ナフサ、液化石油ガスのような石油製品を生産している。このプロジェクトには約25億ドルの費用がかかると見込まれている。

## 運営者
プロジェクトはサソール、ペトロナス、ウズベクネフテガスが参加した合同会社により行われている。3社それぞれ平等なシェアを持って会社を運営している。